# Amphiasma luzuloides
Amphiasma luzuloides är en måreväxtart som först beskrevs av Karl Moritz Schumann, och fick sitt nu gällande namn av Cornelis Eliza Bertus Bremekamp. Amphiasma luzuloides ingår i släktet Amphiasma och familjen måreväxter. Inga underarter finns listade i Catalogue of Life.